# ГЕС Мотру
ГЕС Мотру — гідроелектростанція на південному заході Румунії, на межі повітів Мехедінць та Горж (історичний регіон Олтенія). Входить до складу гідровузла разом зі станціями Тісмана та Клокотіс.
Машинний зал станції Мотру знаходиться в долині однойменної річки, яка впадає у ліву притоку Дунаю Жіу. Проте ресурс для роботи цієї дериваційної ГЕС постачається із сусідньої гірської долини річки Черна (безпосередня ліва притока Дунаю). Для цього на Черні створили водосховище Valea lui Iovan об'ємом 124 млн м3, яке утримує кам'яно-накидна гребля висотою 110,5 м. Зазначену греблю, як і саму ГЕС Мотру, ввели в експлуатацію у 1979 році.
Від Valea lui Iovan до машинного залу веде тунель довжиною 6 км. Окрім забору ресурсу із водосховища, до нього також подається вода зі збірного тунелю довжиною 9,2 км, який постачає воду потоків Starminosu, Olanu, Craiova. Машинний зал станції обладнали двома турбінами типу Френсіс потужністю по 25 МВт, що забезпечують середньорічне виробництво на рівні 130 млн кВт·год. Відпрацьована вода потрапляє до розташованого поруч водосховища Мотру, яке є одним із джерел живлення дериваційної ГЕС Тісмана.